# Структурализм (психология)
Структурализм в психологии (структурная психология) — совокупность идей англо-американского психолога Э. Б. Титченера в области теории сознания. Согласно его идеям, предназначение психологии — изучать строение сознания и его структуры, дробя его на составные элементы, дальнейшая фрагментация которых невозможна.
В своих концепциях, помимо ощущений и чувствований (по Вундту), Титченер связывал анализ с физиологической организацией личности и считал элементами сознания еще и представления («следы прежних ощущений»). Он предлагал более строгий метод интроспективного анализа — метод аналитической интроспекции. При этом типе интроспекции испытуемый должен был научиться выделять сенсорную мозаику сознания, не совершая «ошибки стимула», которая очень характерна для «наивных испытуемых» и не должна появляться у настоящих профессиональных психологов, исследующих сознание как сумму сознаваемых нами состояний.
Структурализм, будучи школой психологии, анализирует взрослый разум (совокупность опыта от рождения до настоящего времени), для этого психологи используют самоанализ чувств, ощущений, взглядов, эмоций и т. д. Не имея прикладного значения, структурная психология являлась чистой наукой. Теория Титченера была оспорена в 20-м веке.

### Взгляды Титченера
Титченера, наряду c Вильгельмом Вундтом, причисляют к авторам структуралистской теории в психологии. Концепции Вундта, почерпнутые Титченером в Германии, всегда подчеркивались, когда тот говорил о своей работе. По приезде в Соединенные Штаты, однако же, он вносит серьёзные корректировки в теорию Вундта и подготавливает собственную концепцию, так же называемую структурализмом и зафиксированную как развитие и расширение понятий Вундта.
Однако, на самом деле, концепции различались в своих основах, и «структурализм» как название «структурализм» использовался именно для обозначения подхода, сформулированного Титченером. Структурализм в США имел успех в начале XX века. На протяжении двадцати лет он оказывал воздействие на американскую школу психологии — до того, как новые теории не заняли его место. Еще при жизни Титченера, несмотря на его влияние в академической среде, отдельные ученые начали прокладывать собственные маршруты исследований. Исторически, именно структурализм считается первой школой психологии, кроме того, что он в течение определённого периода был самым распространённым и значительным направлением в зарождающейся психологической науке.
Поскольку он был учеником Вильгельма Вундта в Лейпцигском университете, идеи Титченера о том, как работает ум, были сильно связаны с теорией Вундта о волюнтаризме и его концепциями об ассоциациях и апперцепции (пассивные и активные комбинации элементов сознания соответственно). Титченер пытался классифицировать структуры ума, подобно тому как химики классифицировали химические элементы.
Э.Титченер в принципе был согласен с «концентрической моделью» сознания В.Вундта, однако, с его точки зрения, она не учитывала возможных изменений состояний сознания во времени. Поэтому он представлял сознание в виде «двухуровневого» потока, верхний «уровень» которого включает в себя ясные содержания сознания, нижний — смутные. Э.Титченер предполагал, что в этом потоке постоянно происходит процесс перехода одних состояний сознания с верхнего на нижний уровень и наоборот.
Титченер заявлял, что науку составляют только наблюдаемые события и что всякие рассуждения относительно ненаблюдаемых событий выпадают из серьезной дискуссии (такой взгляд соответствовал мнению Эрнста Маха). В своей книге «Системная психология» Титченер писал: «Однако верно, что наблюдение есть единственный и собственный метод науки, и что эксперимент, рассматриваемый как научный метод, есть не что иное, как наблюдение, сохраняемое и поддерживаемое».

### Разум и сознание
Считая разум совокупностью накопленного за жизнь опыта, Титченер полагал, что сможет уловить законы и состав разума, если найдет и систематизирует главные компоненты разума и принципы, по которым они взаимодействуют.

### Интроспекция
Главным инструментом Титченера для определения различных компонентов сознания стала интроспекция. В «Системной психологии» Титченер пишет:

Состояние сознания, которое является предметом психологии … может стать объектом непосредственного познания только путем интроспекции или самоосознания

### Элементы разума
Первый вопрос в теории Титченера: что представляет собой всякая составная часть сознания? В процессе разработки теории он заключает, что существует три типа умственных элементов, создающие сознательный опыт: ощущения (элементы восприятия), образы (элементы идей) и аффекты (элементы эмоций). Эти элементы можно разделить на их соответствующие свойства, которые он определил как качество, интенсивность, длительность, ясность и протяжённость. И ощущения, и образы содержали в себе все эти качества; однако аффектам недоставало как ясности, так и протяжённости. А образы и привязанности можно было бы разбить и дальше на простые группы ощущений. Поэтому, следуя такой логике, все мысли были образами, которые, будучи построены из элементарных ощущений, означали, что все сложные рассуждения и мысли могли быть в конечном счёте разбиты на те ощущения, которые он мог получить через интроспекцию.

### Взаимодействие элементов
Вторым аспектом теории структурализма Титченера был вопрос о том, как ментальные элементы объединяются и взаимодействуют друг с другом, образуя сознательный опыт. Его выводы во многом основывались на идеях ассоцианизма. В частности, Титченер фокусируется на законе ассоциаций, который заключается в том, что мысль о чём-то будет стремиться вызвать мысли о явлениях, которые обычно переживаются вместе с ней.
Титченер отверг представления Вундта об апперцепции и творческом синтезе (произвольное действие), которые были основой волюнтаризма Вундта. Титченер утверждал, что внимание — это проявление свойства «ясности» в ощущениях.

### Физические и ментальные отношения
Как только Титченер определил элементы разума и их взаимодействие, его теория поставила вопрос о том, почему элементы взаимодействуют именно так, как они это делают. В частности, Титченера интересовала связь между сознательным опытом и физическими процессами. Титченер полагал, что физиологические процессы обеспечивают непрерывный субстрат, который придаёт психологическим процессам непрерывность, которой они иначе не имели бы. Таким образом, нервная система не вызывает сознательного переживания, но может быть использована для объяснения некоторых характеристик психических событий.

### Вундт и структурализм
Вильгельм Вундт был преподавателем Титченера в Лейпцигском университете. Он провозгласил «науку непосредственного опыта». Это означает, что сложные восприятия могут быть описаны с помощью базовой сенсорной информации. В научной литературе Вундт часто ассоциировался со структурализмом и использованием подобных интроспективных методов. Вундт проводит чёткое различие между чистой интроспекцией, которая является относительно неструктурированным самонаблюдением, используемым более ранними философами, и экспериментальной интроспекцией. Вундт считает этот тип интроспекции приемлемым, поскольку он использует лабораторные инструменты для изменения условий и уточнения результатов внутренних перцепций.
Причины такой путаницы кроются в переводе произведений Вундта. Когда Титченер привёз свою теорию в Америку, он привёз с собой и работы Вундта. Титченер перевёл его произведения для американской аудитории и при этом неверно передал смысл, заложенный в них Вундтом. Затем он использовал переводные произведения Вундта, чтобы показать, будто тот поддерживает собственные теории Титченера. Фактически, основная теория Вундта была теорией психологического волюнтаризма (mentalische Voluntarismus), доктрины, согласно которой сила воли организует содержание разума в мыслительные процессы более высокого уровня.
Критика
Структурализм столкнулся с серьёзной критикой, особенно со стороны функционализма, ещё одной школы психологии, которая позже эволюционировала в психологию прагматизма (реактивация интроспекции в приемлемые практики наблюдения). Основная критика структурализма заключалась в его сосредоточенности на интроспекции как методе, с помощью которого можно получить понимание опыта сознания. Критики тогда утверждали, что самоанализ невозможен, поскольку учащиеся не могут оценить процессы или механизмы своих собственных психических процессов. Таким образом, самоанализ давал разные результаты в зависимости от того, кто им пользовался и что искал. Некоторые критики также отмечали, что интроспективные техники на самом деле приводят к ретроспекции — воспоминанию о каком-то ощущении, а не о самом ощущении.
Сам Титченер подвергался критике за то, что не использовал свои наработки в психологии для решения практических задач. Вместо этого Титченер был заинтересован в поиске чистого знания, что для него было важнее повседневных вопросов.

### Альтернативные теории структурализма в психологии
Одной из альтернативных теорий структурализма был функционализм (функциональная психология). Функционализм был разработан Уильямом Джеймсом в противовес структурализму. Теория подчёркивала важность эмпирического, рационального мышления над экспериментальной философией проб и ошибок. Джеймс в свою теории включал интроспекцию, но также включал такие инструменты, как анализ (то есть логическую критику предшествующих и современных взглядов на разум), эксперимент (например, в гипнозе или неврологии) и сравнение (то есть использование статистических средств для того, чтобы отличать норму от аномалии), что давало ему некоторое преимущество. Функционализм также отличался тем, что он фокусировался на том, насколько полезны определённые процессы в мозге для окружающей среды, в которой вы находитесь, а не на процессах и других деталях, как в структурализме.
В ходе изучения психики ни Вундт, ни Титченер, не обнаружили эмпирических последствий человеческой психической активности, это и не было их стремлением. Их полностью научный подход не совмещался с утилитаризмом. Первая целиком американская система психологии, функционализм, стал осмысленным сопротивлением исследовательской психологии Вундта и структурализму Титченера. Оба течения рассматривались как ограниченные и не дававшие ответы функциях разума и их течении.

### Современный структурализм
Исследователи все ещё работают над тем, чтобы предложить объективные экспериментальные подходы к измерению сознательного опыта, в частности в области когнитивной психологии, и в некотором смысле продолжают идеи Титченера. Они работает над теми же вопросами, что такое ощущения и восприятие. Сегодня любые интроспективные методики применяются в строго контролируемых ситуациях и считаются субъективными и ретроспективными. Сторонники метода утверждают, что психология все ещё может получить полезную информацию от использования интроспекции в таких случаях.